# Гальперін Рудольф Володимирович
Рудольф Володимирович (Рувим Вольфович) Гальперін (1881 — ?) — український радянський діяч, народний секретар державного контролю Української СРР, голова Всеукраїнського ЦК МОДР. Член Ревізійної Комісії КП(б)У в квітні 1923 — червні 1930 р.

## Біографія
Народився в родині єврейського купця, помічника присяжного повіреного. Закінчив Києво-Печерську гімназію. Навчався у Київському університеті, звідки був виключений у грудні 1900 року за участь в нелегальних зборах та відданий в солдати.
У 1902 році арештовувався на три місяці за участь в демонстрації та у справі Київського комітету РСДРП.
Член РСДРП(б) з 1903 року.
У 1903 році висланий на заслання у Східний Сибір. Відбував заслання у місті Єнисейську, звідки втік закордон у 1905 році. Після повернення в Російську імперію був у 1909 році засуджений на 1 рік ув'язнення в Петербурзькій фортеці.
Після Лютневої революції 1917 року — у Київській організації РСДРП(б). Був організатором революційних солдатських клубів, працював у редакційній колегії київських більшовицьких газет «Голос социал-демократа» і «Пролетарий». Його обирали членом Київської Ради робітничих депутатів, гласним Київської міської думи. З жовтня 1917 року працював у редакції газети «Известия».
На Українському обласному з'їзді РСДРП(б) (3—5 грудня 1917 року) вибраний кандидатом в обласний Головний комітет РСДРП(б) — Соціал-демократія України. Брав участь у редакційній діяльності «Вісника Української Народної Республіки», але покинув працю в газеті та підтримував позицію «лівих комуністів».
У березні 1918 року — в Управлінні справами українського радянського уряду (Народного секретаріату України).
17 березня — квітень 1918 року — народний секретар державного контролю Української СРР.
У 1919 — 1920 року — керуючий справами, завідувач інформаційного відділу ЦК КП(б)У, завідувач організаційного відділу ЦК КП(б)У.
З 1925 року — член Колегії Народного комісаріату юстиції Української РСР.
Потім — голова Всеукраїнського ЦК Міжнародної організації допомоги борцям революції (МОДР).